# لياندرو كاتس
لياندرو كاتس (بالإسبانية: Leandro Katz)‏ هو رسام أرجنتيني، ولد في 1938 في بوينس آيرس في الأرجنتين.

## وصلات خارجية
- لياندرو كاتس على موقع ميوزك برينز (الإنجليزية)